# Nazionale femminile di pallamano del Kazakistan
La nazionale di pallamano femminile del Kazakistan rappresenta il Kazakistan nelle competizioni internazionali e la sua attività è gestita dalla Kazakhstan Handball Federation. La rappresentativa ha vinto due volte il campionato continentale, a cui partecipa dal 1993.

## Palmarès

### Campionati Asiatici
- 2002, 2010